# Eutelsat 33E
Eutelsat 33E – satelita telekomunikacyjny z serii Hot Bird należący do spółki Eutelsat, wystrzelony jako Hot Bird 10 12 lutego 2009 roku rakietą Ariane 5 ECA, wraz z satelitami NSS-9, Spirale-A i Spirale-B.
Został skonstruowany przez EADS Astrium na bazie platformy Eurostar E-3000. Zaopatrzony jest w 64 transpondery działające w paśmie Ku. Posiada 2 rozkładane panele ogniw słonecznych, które są w stanie dostarczyć do 14 kW energii elektrycznej. Planowany czas pracy wynosi 15 lat.
Pierwotnie satelita był umieszczony na pozycji 13°E. W 2009 został przeniesiony na pozycję 7°W, gdzie pracował jako Atlantic Bird 4A. Część transponderów została wydzierżawiona firmie Nilesat, przez co satelita był nazywany Nilesat 104. W 2011 satelitę przeniesiono na pozycję 3°E, a później 1 marca 2012, w ramach ujednolicenia nazw satelitów przez Eutelsat, nadano nazwę Eutelsat 3C. W 2012 satelitę ponownie przesunięto na pozycję 13°E i nadano nazwę Eutelsat Hot Bird 13D. W 2016, już jako Eutelsat 33E, satelita został umieszczony na pozycji 33°E.
Satelita obejmuje swym zasięgiem Europę, Afrykę Północną i Bliski Wschód.